# نايجل هيمينغ
نايجل هيمينغ (بالإنجليزية: Nigel Hemming)‏ هو رسام بريطاني، ولد في 1957.